# Badminton nos Jogos Pan-Americanos de 2015 - Duplas femininas
O evento duplas femininas do badminton nos Jogos Pan-Americanos de 2015 foi disputado no Centro Atos Pan e Parapan-Americano de Markham em Markham entre os dias 12 e 15 de julho.

## Calendário
Horário local (UTC-4).
| Data        | Horário | Fase             |
| ----------- | ------- | ---------------- |
| 12 de julho | 9:00    | Primeira rodada  |
| 13 de julho | 11:00   | Quartas de final |
| 14 de julho | 10:00   | Semifinal        |
| 15 de julho | 14:00   | Final            |

## Medalhistas
| Ouro   | USA Eva Lee e Paula Lynn Obanana                                      |
| Prata  | BRA Lohaynny Vicente e Luana Vicente                                  |
| Bronze | CAN Rachel Honderich e Michelle Li CAN Alexandra Bruce e Phyllis Chan |

## Cabeças-de-chave
| 1. USA Eva Lee / Paula Lynn Obanana (Campeãs) | 1. BRA Lohaynny Vicente / Luana Vicente (Final) |

## Resultados

### Finais
|  | Semifinals | Semifinals                         | Semifinals                         | Semifinals | Semifinals |                                  |    | Final | Final | Final | Final | Final |
|  |            |                                    |                                    |            |            |                                  |    |       |       |       |       |       |
|  | 1          | USA Eva Lee Paula Lynn Obanana     | 21                                 | 21         |            |                                  |    |       |       |       |       |       |
|  |            | CAN Rachel Honderich Michelle Li   | 11                                 | 8          |            |                                  |    |       |       |       |       |       |
|  |            | CAN Rachel Honderich Michelle Li   | 11                                 | 8          | 1          | USA Eva Lee Paula Lynn Obanana   | 21 | 21    |       |       |       |       |
|  |            |                                    |                                    |            |            | USA Eva Lee Paula Lynn Obanana   | 21 | 21    |       |       |       |       |
|  |            | 2                                  | BRA Lohaynny Vicente Luana Vicente | 14         | 6          |                                  |    |       |       |       |       |       |
|  |            | 2                                  | BRA Lohaynny Vicente Luana Vicente | 14         | 6          | CAN Alexandra Bruce Phyllis Chan | 20 | 14    |       |       |       |       |
|  |            |                                    |                                    |            |            | CAN Alexandra Bruce Phyllis Chan | 20 | 14    |       |       |       |       |
|  | 2          | BRA Lohaynny Vicente Luana Vicente | 22                                 | 21         |            |                                  |    |       |       |       |       |       |

### Chave superior
| Primeira rodada | Primeira rodada                | Primeira rodada | Primeira rodada | Primeira rodada |  |  | Quartas de final | Quartas de final         | Quartas de final | Quartas de final | Quartas de final |  |  | Semifinal | Semifinal            | Semifinal | Semifinal | Semifinal |
|                 |                                |                 |                 |                 |  |  |                  |                          |                  |                  |                  |  |  |           |                      |           |           |           |
|                 |                                |                 |                 |                 |  |  |                  |                          |                  |                  |                  |  |  |           |                      |           |           |           |
|                 |                                |                 |                 |                 |  |  | 1                | USA E Lee PL Obanana     | 21               | 21               |                  |  |  |           |                      |           |           |           |
|                 | JAM R Williams K Wynter        | 13              | 7               |                 |  |  |                  | PER D Macias D Nishimura | 6                | 10               |                  |  |  |           |                      |           |           |           |
|                 | PER D Macias D Nishimura       | 21              | 21              |                 |  |  |                  |                          |                  |                  |                  |  |  | 1         | USA E Lee PL Obanana | 21        | 21        |           |
|                 | GUA D Corleto Soto M Paiz Quan | 4               | 8               |                 |  |  |                  |                          |                  |                  |                  |  |  |           | CAN R Honderich M Li | 11        | 8         |           |
|                 | CAN R Honderich M Li           | 21              | 21              |                 |  |  |                  | CAN R Honderich M Li     | 21               | 21               |                  |  |  |           |                      |           |           |           |
|                 | BRA PB Pereira F Silva         | 21              | 19              | 14              |  |  |                  | MEX H Gaitan C Gonzalez  | 11               | 9                |                  |  |  |           |                      |           |           |           |
|                 | MEX H Gaitan C Gonzalez        | 14              | 21              | 21              |  |  |                  |                          |                  |                  |                  |  |  |           |                      |           |           |           |

### Chave inferior
| Primeira rodada | Primeira rodada                | Primeira rodada | Primeira rodada | Primeira rodada |  |  | Quartas de final | Quartas de final               | Quartas de final | Quartas de final | Quartas de final |  |  | Semifinal | Semifinal                 | Semifinal | Semifinal | Semifinal |
|                 |                                |                 |                 |                 |  |  |                  |                                |                  |                  |                  |  |  |           |                           |           |           |           |
|                 | CHI T Chou C Macaya            | 11              | 21              |                 |  |  |                  |                                |                  |                  |                  |  |  |           |                           |           |           |           |
|                 | CAN A Bruce P Chan             | 21              | 23              |                 |  |  |                  | CAN A Bruce P Chan             | 21               | 21               |                  |  |  |           |                           |           |           |           |
|                 | CUB M Azcuy Perez T Oropeza    | 8               | 7               |                 |  |  |                  | PER K Winder LM Zornoza        | 6                | 10               |                  |  |  |           |                           |           |           |           |
|                 | PER K Winder LM Zornoza        | 21              | 21              |                 |  |  |                  |                                |                  |                  |                  |  |  |           | CAN A Bruce P Chan        | 20        | 14        |           |
|                 | DOM B Polanco Muñoz D Saturria | 21              | 21              |                 |  |  |                  |                                |                  |                  |                  |  |  | 2         | BRA Lo Vicente Lu Vicente | 22        | 21        |           |
|                 | ARG F Bernatene D Garmendia    | 8               | 12              |                 |  |  |                  | DOM B Polanco Muñoz D Saturria | 8                | 10               |                  |  |  |           |                           |           |           |           |
|                 |                                |                 |                 |                 |  |  | 2                | BRA Lo Vicente Lu Vicente      | 21               | 21               |                  |  |  |           |                           |           |           |           |
|                 |                                |                 |                 |                 |  |  |                  |                                |                  |                  |                  |  |  |           |                           |           |           |           |